# Xenopsitta fejfari
Xenopsitta fejfari — викопний вид папуг, що існував у ранньому міоцені в Європі.

## Назва
Родова назва Xenopsitta перекладається з грецької мови як «чужорідний папуга», вказуючи на те, що в міоцені Європи папуги були рідкісними. Вид X. fejfari названо на честь чеського палеонтолога Олдріха Фейфара.

## Рештки
Фрагмент цівки знайдено у відкладеннях формації Меркур на заході Чехії. На основі решток чеський палеонтолог Їржі Мліковські описав новий вид та рід папуг.

## Опис
Вид був описаний як маленький папуга з коротким і міцним тарсометатарусом, що нагадує тарсометатарси великих африканських папуг з родів Psittacus, Poicephalus і Coracopsis. Він був, ймовірно, набагато меншим, ніж більшість із них, сягаючи приблизно половину розміру тіла сучасного папуги сірого. За оцінками, Xenopsitta fejfari сягав 16 см завдовжки.